# SpinLaunch
SpinLaunch ist ein US-amerikanisches Raumfahrtunternehmen, das ein neuartiges System zum Starten von Satelliten entwickelt. Mit einem rotierenden Massenbeschleuniger möchte SpinLaunch geschossförmige Trägerraketen in große Höhen katapultieren. Dort sollen die Raketen ihr Triebwerk zünden und die Nutzlast in eine Erdumlaufbahn bringen. Dieses System soll weitaus kostengünstiger arbeiten als herkömmliche Stufenraketen, die vom Boden aus starten. Ein erster Orbitalstart wird für das Jahr 2026 angestrebt.

## Geschichte
SpinLaunch wurde 2014 von dem Serienunternehmer Jonathan Yaney gegründet. Das Unternehmen konnte kurzfristig vier Millionen US-Dollar an Startkapital einwerben. Als erster Firmensitz diente eine spartanisch eingerichtete ehemalige Mikroprozessorfabrik nahe der Google-Firmenzentrale in Kalifornien. Yaney gibt an, dass ihn das High Altitude Research Project inspiriert habe – ein amerikanisches Militärprojekt, das in den 1960er Jahren mit einer Kanone Projektile auf suborbitalen Bahnen in den Weltraum geschossen hatte.
Im Jahr 2016 wurde das Verfahren in den Vereinigten Staaten zum Patent angemeldet und es wurde eine erste Testzentrifuge von 12 Metern Durchmesser fertiggestellt. Mit dem Gerät sollen verschiedene Bauteile, wie sie auch in Satelliten Verwendung finden, Beschleunigungen von etwa 10.000g ausgesetzt worden sein. Außerdem habe man Objekte mit etwa 6500 km/h gegen eine Metallwand geschossen.
Im Jahr 2018 konnte SpinLaunch namhafte Kapitalgeber wie Airbus Ventures und GV (vormals Google Ventures) von seinem Konzept überzeugen und erhielt weitere 40 Millionen Dollar. Mit diesem Geld finanzierte das Unternehmen den Umzug in ein größeres Firmengebäude in Long Beach; außerdem begann am Spaceport America in New Mexico der Bau eines Zentrifugenkatapults mit rund 35 Metern Durchmesser (Koordinaten). Es soll suborbitale Starts von 50 kg schweren Nutzlasten ermöglichen. In weiteren Ländern wurden Patente auf das Verfahren angemeldet.
Im Juni 2019 vermeldete SpinLaunch den Abschluss eines Entwicklungsvertrags (Launch prototype contract) mit dem US-Militär. Anfang 2020 konnten nochmals 35 Millionen Dollar an Investorengeldern eingeworben werden. Im Oktober 2021 ging das Suborbitalkatapult in Betrieb; ein erstes Testprojektil soll dabei in „mehrere zehntausend Fuß“ Höhe geschleudert worden sein. Ein Jahr darauf war von neun Tests und bis zu knapp 30.000 Fuß (etwa 9150 m) die Rede, und das Unternehmen erhielt weitere 71 Millionen Dollar an Investorenkapital.

## Technik
Das geplante orbitale Startsystem soll einen Durchmesser von 100 Metern haben und je nach Quelle 43 kg oder zirka 90 kg schwere Nutzlasten ins All befördern können. Die gesamte Vorrichtung soll gegenüber der Erdoberfläche um 35 Grad geneigt sein, sodass beim Start ein entsprechender Höhenwinkel erreicht wird.
Innerhalb der Zentrifuge werden das tonnenschwere Raketenprojektil und ein Gegengewicht an gegenüberliegenden Auslegerarmen angebracht. Anschließend wird der Innenraum der Anlage evakuiert, was eine Stunde dauern soll. So wird verhindert, dass die Rakete während des folgenden eineinhalbstündigen Beschleunigungsvorgangs durch Reibung an der Umgebungsluft zerstört wird. Wenn eine Geschwindigkeit von 8000 km/h erreicht ist, sollen die beiden beschleunigten Objekte gleichzeitig ausgeklinkt werden. Das „Geschoss“ verlässt die Zentrifuge dann durch einen kurz geöffneten Austrittskanal. Nach einminütigem ballistischem Flug soll in ca. 60 km Höhe das Raketentriebwerk zünden und die Nutzlast innerhalb einer weiteren Minute auf Orbitalgeschwindigkeit beschleunigen.
Die Startvorrichtung ersetzt bei diesem System den Booster (die erste Stufe) einer herkömmlichen Rakete. Das verbleibende Raketenprojektil soll relativ einfach und preiswert herstellbar sein.

## Kritik
Verschiedene Fachleute zweifelten an, dass ein solches System funktionieren kann. Ein Hauptkritikpunkt war, dass eine Rakete ebenso wie Satelliten keinen so enormen Beschleunigungen standhalten könne, wie sie in der Zentrifuge auftreten.
Einem Journalisten des Magazins Wired wollte Jonathan Yaney weder die Funktion der 12-Meter-Zentrifuge demonstrieren noch Videos von Probeläufen zeigen.